# Alkuin
Alkuin (York, 730. – 804.), jedan od utemeljitelja Palatinske (dvorske) škole u Parizu, svakako nije bio značajan ili posebice originalan filozof (tradicija ga velikim dijelom i ne smatra filozofom), ali su nedvojbene njegove pedagoške i organizacijske zasluge kad je riječ o začetcima europskog školstva, izrijekom sveučilišnog školstva. 
U Rimu je susreto Karla Velikog koji ga je pozvao na svoj dvor. Na njegov je poticaj Karlo Veliki donio zbornik zakona Admonitio generalis.